# Comunidad nativa Mariscal Cáceres (Ucayali)
La comunidad nativa Mariscal Cáceres es una comunidad nativa kakataibo ubicada en el distrito de Padre Abad, provincia de Padre Abad, departamento de Ucayali, Perú. Fue reconocida por el estado peruano como comunidad nativa el 4 de diciembre de 1974 mediante la resolución de reconocimiento R 101-74-OAE-ORAMS-VI. Su localidad fue titulada mediante R.D. 3140-DGRA-AR el 14 de junio de 1976 y cuenta con 25 750 ha. Se encuentra a 302 m s.n.m.
Su lengua indígena es el cashibo-cacataibo (o kakataibo) pertenece a la familia lingüística pano y de acuerdo a la Base de datos de Pueblos Indígenas u Originarios (BDPI), al 2023 cuenta con una población de 15 117 personas, donde el 47% de su población es masculina y el 53% es femenina. Esta comunidad nativa pertenece a la Federación Nativa de Comunidades Kakataibo (FENACOKA).

## Ubicación
Esta comunidad se ubica en el distrito de Padre Abad, provincia de Padre Abad, departamento de Ucayali. Además, se encuentra ubicada al sureste de la zona de amortiguamiento del Parque nacional Cordillera Azul (PNCAZ).

## Arte y cultura
En su arte textil utilizan para teñir la corteza de caoba (Swietenia macrophylla) y barro negro; así como realizan diseños de flecha, semilla de zapallo, cerros, piel de víbora, cola de pescado, entre otros. También utilizan pijuayo (Bactris gasipaes), achiote (Bixa orellana) y lacre (Protium sp.) para teñir cabeza de flecha o lanza. Realizan collares elaborados con semilla de achira (Canna indica) o cumu cumu (Myrtaceae), pulseras con semilla de pijuayo silvestre (Arecaceae).  En sus artesanías también suelen utilizar elementos provenientes de animales, tales como: colmillos de mono y huangana y caracoles.

## Economía
Diversas familias se han dedicado al cultivo de la hoja de coca. Esta comunidad ha recibido talleres de modelos sostenibles de negocio agroforestal, utilizando componentes agrícolas tales como el café y el plátano y como componente forestal el shihuahuaco. Actualmente cuenta con la asociación Agropecuaria e Industrial de la Comunidad Nativa Mariscal Cáceres KAKI de Padre Abad – Ucayali, cuyo insumo son los plátanos.

## Amenazas a la comunidad
El narcotráfico ha generado una situación de constante peligro a la seguridad de los habitantes de esta comunidad nativa.

### Intento de soborno a Willy Pino
En septiembre de 2014, Willy Pino, quien era jefe de Mariscal Cáceres, fue abordado por narcotraficantes en un restaurante con la finalidad de sobornarlo a cambio de que no permita el ingreso de CORAH y así no erradiquen sus cultivos de coca. Al final el operativo se dio, pero luego retornaron los cultivos de coca a la comunidad nativa.

### Ataque a Merino Odicio
El viernes 24 de septiembre de 2021, al promediar las 3 p. m., el ciudadano Merino Odicio fue abordado por 3 hombres encapuchados que le propinaron golpes, cortes e intentaron arrancarle la oreja con unas tijeras. Los agresores le advirtieron que el ataque fue en represalia por haber firmado un convenio con un proyecto del Ministerio del Interior para erradicar cultivos ilícitos de coca en la comunidad nativa.

### Asesinato del líder indígena Benjamín Flores
El 17 de diciembre de 2023, el líder indígena Benjamín Flores Ríos fue asesinado en su casa alrededor de las 10 p. m. La Organización Regional AIDESEP Ucayali (ORAU) precisó que semanas atrás había sido amenazado por cocaleros de la zona. A raíz de este asesinato la ORAU, FENACOKA y diversas organizaciones sociales se pronunciaron pidiendo investigación, pero sobre todo presupuesto para la protección de defensores ambientales.